# Convolvulus dryadum
Convolvulus dryadum är en vindeväxtart som beskrevs av René Charles Maire. Convolvulus dryadum ingår i släktet vindor, och familjen vindeväxter. Inga underarter finns listade i Catalogue of Life.